# R-27飛彈

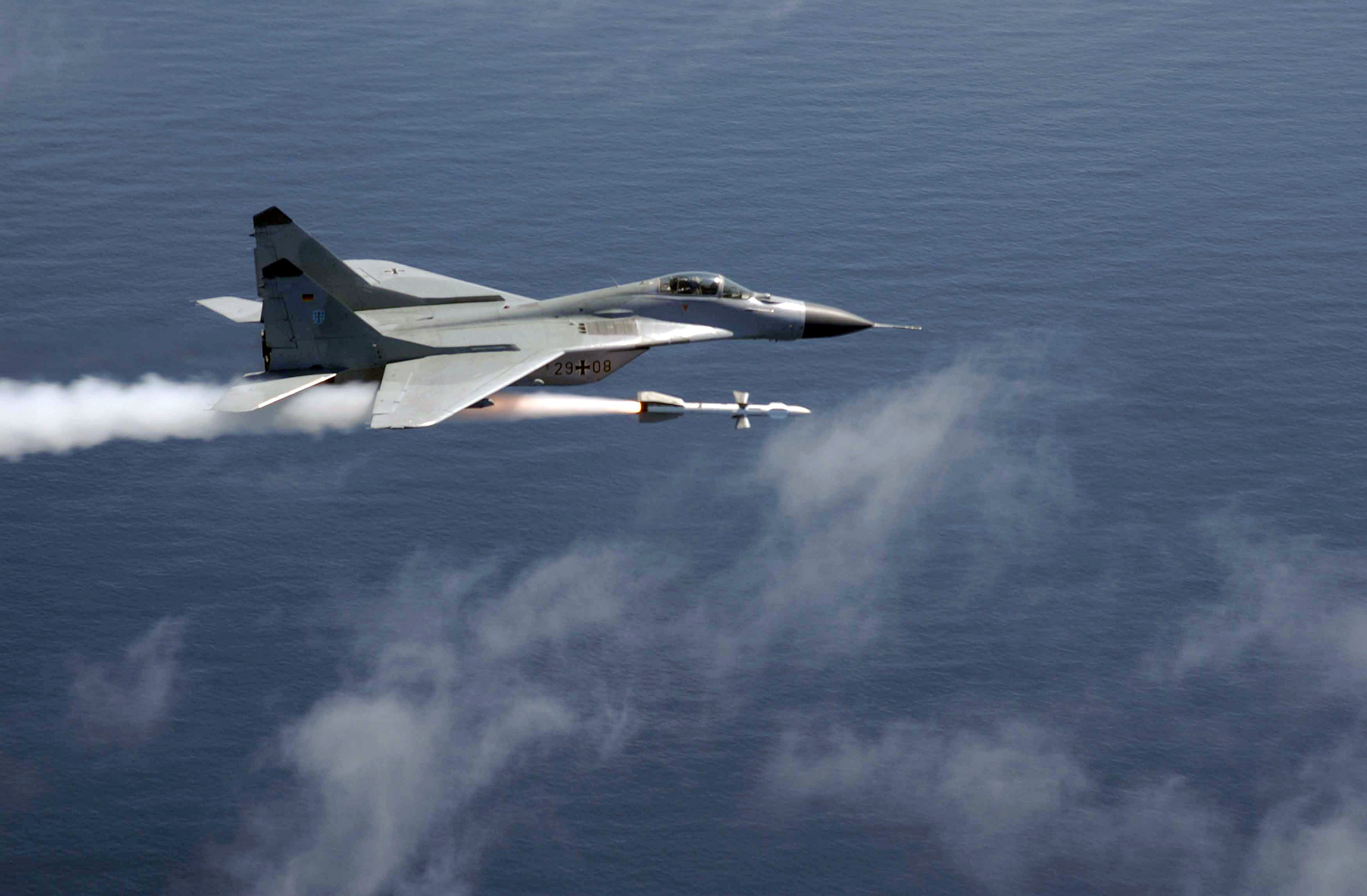
一架前德國空軍第73戰術聯隊的米格-29戰鬥機正執行訓練任務並向一台QF-4無人靶機發射R-27中程空對空導彈，攝於2003年6月。

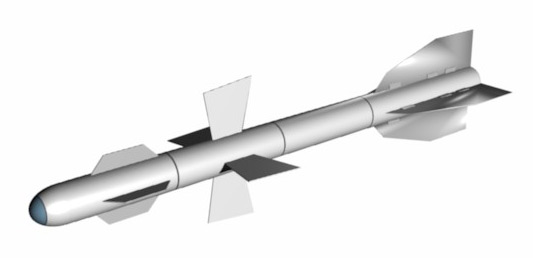
R-27 T 飛彈

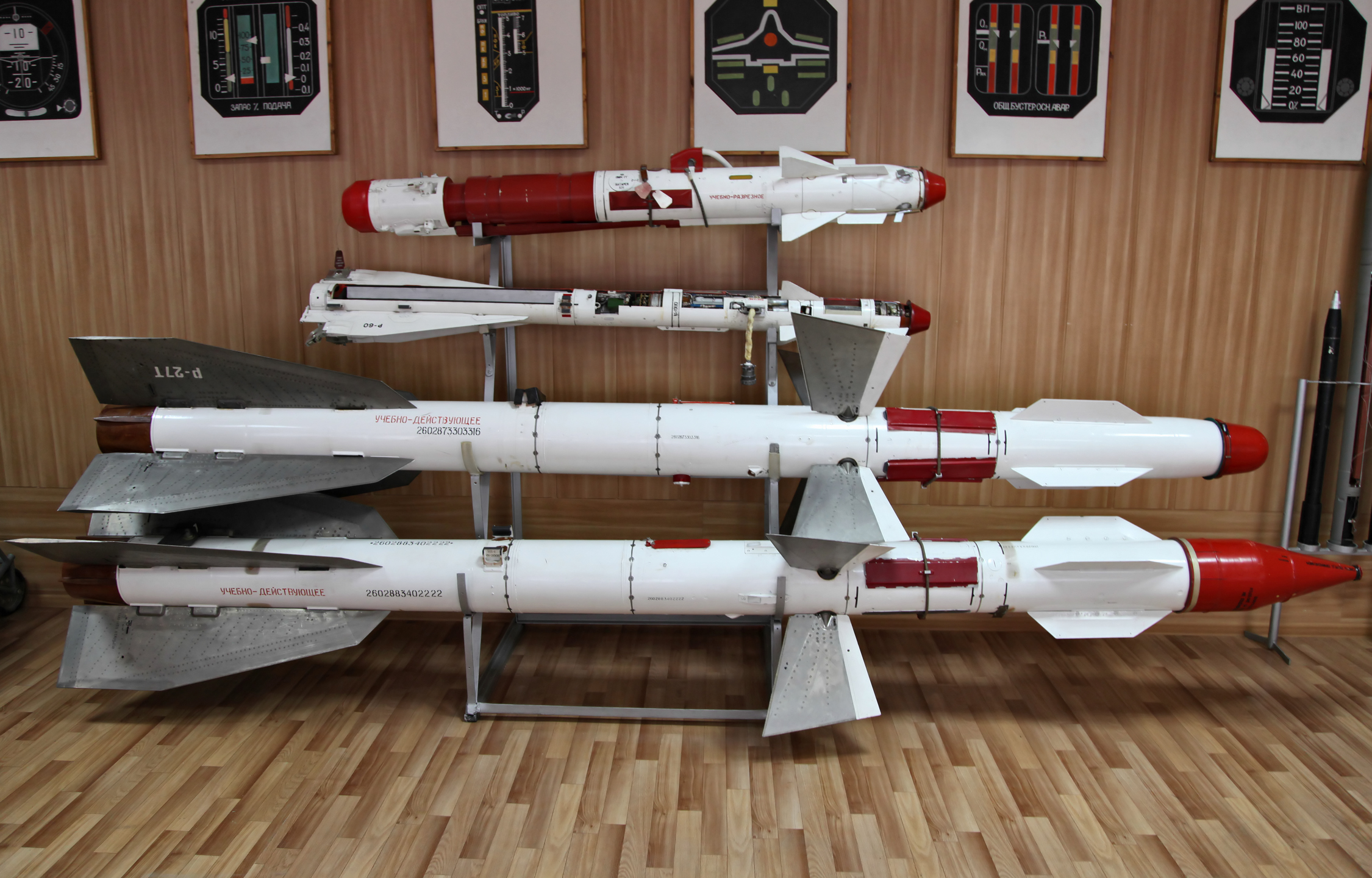
圖中由上至下分別為:
R-73短程空對空導彈、
R-60短程空對空導彈、
R-27T 中距惯性指挥修正暨红外线制导型 和
R-27R 中距惯性指挥修正暨半主动雷达制导型

R-27（Vympel R-27），北約代號AA-10「杨树」，是前苏联于20世纪70年代中期开始研制的半主动雷达/红外空对空导弹，于1983年开始进入苏联空军服役。

## 型號
R-27从1982年服役以来，至少推出7种型号
- R-27T ：中距惯性指挥修正暨红外线制导型，最大射程约 40 公里。全长 3.07 米；弹径 0.23 米；翼展 0.77 米；发射重量 254 公斤；弹头重量 39 公斤；有效射程约 40 公里。
- R-27P ：被動雷達導引型。
- R-27R：中距惯性指挥修正暨半主动雷达制导型，最大射程约 50 公里。全长 4.00 米；弹径 0.23 米；翼展 0.77 米；发射重量 253 公斤；弹头重量 39 公斤；有效射程约 50 公里。
- R-27ET： R-27T 的增程型， 最大射程增为 70 公里。全长 4.50 米；弹径 0.26 米；翼展 0.80 米；发射重量 343 公斤；弹头头重量 39 公斤；有效射程约 70 公里
- R-27ER： R-27R 的增程型， 最大射程增为 75 公里。全长 4.70 米：弹径 0.26 米；翼展 0.80 米；发射重量 350 公斤；弹头重量 39 公斤；有效射程约 75 公里。
- R-27EA：远距惯性指挥修正暨主动雷达導引型，最大射程约 80 公里，具有较佳的低空目标攻击能力和抗电子干扰能力。全长 4.78 米；弹径 0.26 米；翼展 0.80 米；发射重量 350 公斤;弹头重量 39 公斤；有效射程约 75 公里。
- R-27EM：远距惯性指挥修正暨半主动雷达導引型，最大射程约 110 公里，提高对低空目标的攻击能力。全长 4.73 米；弹径 0.26 米；翼展 0.80 米；发射重量 350 公斤；弹头重量 39 公斤；有效射程约 110 公里
- R-27EA(北約代號AA-10-E):尋標器具有主動追踪的能力，帶有9B-1103K主動導引頭，射程大於130 km[1]。
- R-27EP(北約代號AA-10-F):反輻射飛彈，被動雷達導引，射程可達70海裡（110公里）[2]。

- R-27P1:改用現代電子設備，尋標器具有主動追踪的能力，達到射後不理的標準。R-27P1換裝新的藥柱，使它的近發爆炸威力更強，即使沒有命中，也能夠震落敵機。長度470公分，初始重量350公斤，配備固體燃料發動機和含有77公斤的藥柱，最大發射距離為110公里[3]。

## 战绩
- 有俄国来源声称1991年伊拉克曾用MiG-29的一枚该弹击伤一架B-52G，该机的外号是“不畏险途”。美军则声称该机是被F-4误伤的。[4]
- 2000年5月16日，埃塞俄比亚與厄立特里亚發生空戰，雙方對射數十枚AA-10均未命中，導致各AA-10使用國向俄羅斯提出抱怨，要求以更精準之代替。
- 2018年1月7日， 也门胡塞武装在也门萨达省发射了经陆基化改装的 R-27T 中程空對空飛彈和R-73短程空对空导弹，最终 R-27T 导弹击落了一架沙特阿拉伯空军的F-15战斗机。 这是首次有影片证据的F-15战斗机被击落事件，也是首次有影片证据的R-27导弹的击杀记录。[5]

## 使用國

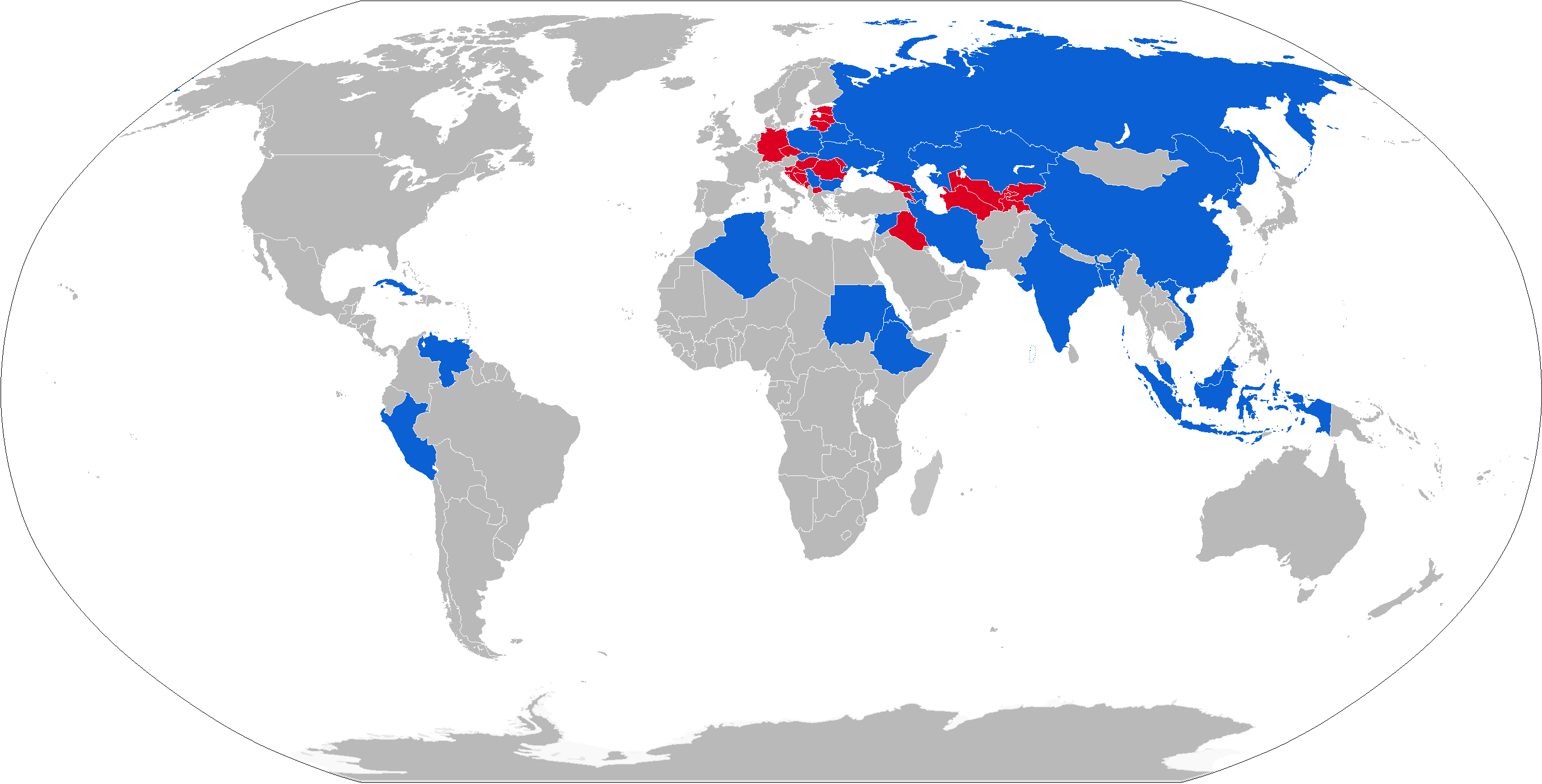
R-27系列飛彈使用國，藍色為現役，紅色為退役

### 現役國
- 阿尔及利亚
- 白俄羅斯
- 保加利亚
- 中华人民共和国（技術自烏克蘭取得）
- 古巴
- 衣索比亞
- 格鲁吉亚
- 印度
- 印度尼西亞 (on Su-27s and Su-30s)
- 伊朗
- 緬甸
- 马来西亚
- 秘魯
- 波蘭
- 俄羅斯
- 塞爾維亞
- 斯洛伐克
- 苏丹
- 叙利亚
- 乌克兰
- 委內瑞拉
- 越南
- 葉門

### 退役國
- 捷克斯洛伐克
- 捷克
- 东德
- 德国
- 匈牙利
- 伊拉克
- 苏联
- 羅馬尼亞
- 南斯拉夫/ 南斯拉夫联盟共和国

## 尾注
1. ↑  Dr C Kopp. .   [2019-06-18]. （原始内容存档于2012-01-30）.
2. ↑  . ausairpower.net. 2012  [2012-11-24]. （原始内容存档于2012-01-30）.
3. ↑  .   [2019-06-18]. （原始内容存档于2019-06-08）.
4. ↑   (PDF).   [2012-05-12]. （原始内容存档 (PDF)于2011-07-17）.
5. ↑  .   [2018-01-09]. （原始内容存档于2018-01-10）.

## 外部連結
- http://www.airwar.ru/weapon/avv/r27.html（页面存档备份，存于）
- https://archive.today/20121209013034/http://www.military.cz/russia/air/weapons/rockets/aam/r27/r27.htm